# Björke socken
För andra betydelser, se Björke socken (olika betydelser).
Björke socken ingick i Gotlands norra härad, ingår sedan 1971 i Gotlands kommun och motsvarar från 2016 Björke distrikt.
Socknens areal är 12,14 kvadratkilometer, varav 12,13 land. År 2020 fanns här 502 invånare. Sockenkyrkan Björke kyrka ligger i socknen.

## Administrativ historik
Björke socken har medeltida ursprung. Socknen tillhörde Dede ting som i sin tur ingick i Bro setting i Nordertredingen.
Vid kommunreformen 1862 övergick socknens ansvar för de kyrkliga frågorna till Björke  församling och för de borgerliga frågorna bildades Björke  landskommun. Landskommunen inkorporerades 1952 i Romaklosters landskommun och ingår sedan 1971 i Gotlands kommun.
1 januari 2016 inrättades distriktet Björke, med samma omfattning som församlingen hade 1999/2000.  
Socknen har tillhört samma fögderier och domsagor som Gotlands norra härad. De indelta båtsmännen tillhörde Gotlands första båtsmanskompani.

## Geografi
Björke socken ligger ungefär mitt på Gotland, sydost om Visby sydväst om Roma. Socknen är en uppodlad skogfattig slättbygd.

### Gårdsnamn
Annexen, Björksarve, Hakuse, Harkvie, Likmide, Norrgårde, Odvalds, Smidgårde, Stenstugu, Tynne, Varplöse.

## Fornlämningar
Kända från socknen är några få gravar från järnåldern. Två runristningar är funna i kyrkan.

## Namnet
Namnet (1523 Byrcke) kommer från en gård och innehåller birke, 'björkbestånd'.

## Befolkningsutveckling
| Befolkningsutvecklingen i Björke socken 1750–2020 | Befolkningsutvecklingen i Björke socken 1750–2020 | Befolkningsutvecklingen i Björke socken 1750–2020 | Befolkningsutvecklingen i Björke socken 1750–2020 | Befolkningsutvecklingen i Björke socken 1750–2020 |
| --- | ------------------------------------------------- | ------------------------------------------------- | ------------------------------------------------- | ------------------------------------------------- |
| |                                                   |                                                   |                                                   |                                                   |
| År |                                                   |                                                   | Folkmängd                                         |                                                   |
| 1750 | 1750                                              |                                                   | 150                                               |                                                   |
| 1760 | 1760                                              |                                                   | 161                                               |                                                   |
| 1769 | 1769                                              |                                                   | 173                                               |                                                   |
| 1780 | 1780                                              |                                                   | 189                                               |                                                   |
| 1790 | 1790                                              |                                                   | 168                                               |                                                   |
| 1800 | 1800                                              |                                                   | 144                                               |                                                   |
| 1810 | 1810                                              |                                                   | 197                                               |                                                   |
| 1820 | 1820                                              |                                                   | 188                                               |                                                   |
| 1830 | 1830                                              |                                                   | 184                                               |                                                   |
| 1840 | 1840                                              |                                                   | 176                                               |                                                   |
| 1850 | 1850                                              |                                                   | 186                                               |                                                   |
| 1860 | 1860                                              |                                                   | 208                                               |                                                   |
| 1870 | 1870                                              |                                                   | 195                                               |                                                   |
| 1880 | 1880                                              |                                                   | 172                                               |                                                   |
| 1890 | 1890                                              |                                                   | 180                                               |                                                   |
| 1900 | 1900                                              |                                                   | 342                                               |                                                   |
| 1910 | 1910                                              |                                                   | 349                                               |                                                   |
| 1920 | 1920                                              |                                                   | 381                                               |                                                   |
| 1930 | 1930                                              |                                                   | 345                                               |                                                   |
| 1940 | 1940                                              |                                                   | 394                                               |                                                   |
| 1950 | 1950                                              |                                                   | 408                                               |                                                   |
| 1960 | 1960                                              |                                                   | 342                                               |                                                   |
| 1970 | 1970                                              |                                                   | 388                                               |                                                   |
| 1980 | 1980                                              |                                                   | 447                                               |                                                   |
| 1990 | 1990                                              |                                                   | 406                                               |                                                   |
| 2000 | 2000                                              |                                                   | 478                                               |                                                   |
| 2010 | 2010                                              |                                                   | 482                                               |                                                   |
| 2020 | 2020                                              |                                                   | 502                                               |                                                   |
| Anm: Källor: Umeå universitet - Tabellverket 1749-1859, Befolkningsutvecklingen i Gotlands socknar 2000 - 2010, Demografiska databasen, CEDAR, Umeå universitet, Befolkning per församling, Folkmängden per distrikt, landskap, landsdel eller riket efter kön. År 2015 - 2022. |                                                   |                                                   |                                                   |                                                   |

### Fotnoter
1. 1 2  Svensk Uppslagsbok andra upplagan 1947–1955: Björke socken
2. ↑  ”Folkmängden per distrikt, landskap, landsdel eller riket efter kön. År 2015 - 2022”. Statistikdatabasen. Statistiska centralbyrån. http://www.statistikdatabasen.scb.se/pxweb/sv/ssd/START__BE__BE0101__BE0101A/FolkmangdDistrikt/. Läst 23 april 2023.
3. ↑  Harlén, Hans; Harlén Eivy (2003). Sverige från A till Ö: geografisk-historisk uppslagsbok. Stockholm: Kommentus. Libris 9337075. ISBN 91-7345-139-8
4. ↑  Administrativ historik för Björke socken (Klicka på församlingsposten). Källa: Nationella arkivdatabasen, Riksarkivet.
5. ↑  Om Gotlands båtsmanskompani
6. 1 2  Sjögren, Otto (1931). Sverige geografisk beskrivning del 2 Östergötlands, Jönköpings, Kronobergs, Kalmar och Gotlands län. Stockholm: Wahlström & Widstrand. Libris 9939
7. 1 2  Nationalencyklopedin
8. ↑  Fornlämningar, Statens historiska museum: Björke socken
9. ↑  Fornminnesregistret, Riksantikvarieämbetet: Björke socken Fornminnen i socknen erhålls på kartan genom att skriva in sockennamn (utan "socken") i "Ange geografiskt område"
10. ↑  Mats Wahlberg, red (2003). Svenskt ortnamnslexikon. Uppsala: Institutet för språk och folkminnen. Libris 8998039. ISBN 91-7229-020-X. https://isof.diva-portal.org/smash/get/diva2:1175717/FULLTEXT02.pdf